# Leonid Warłamow

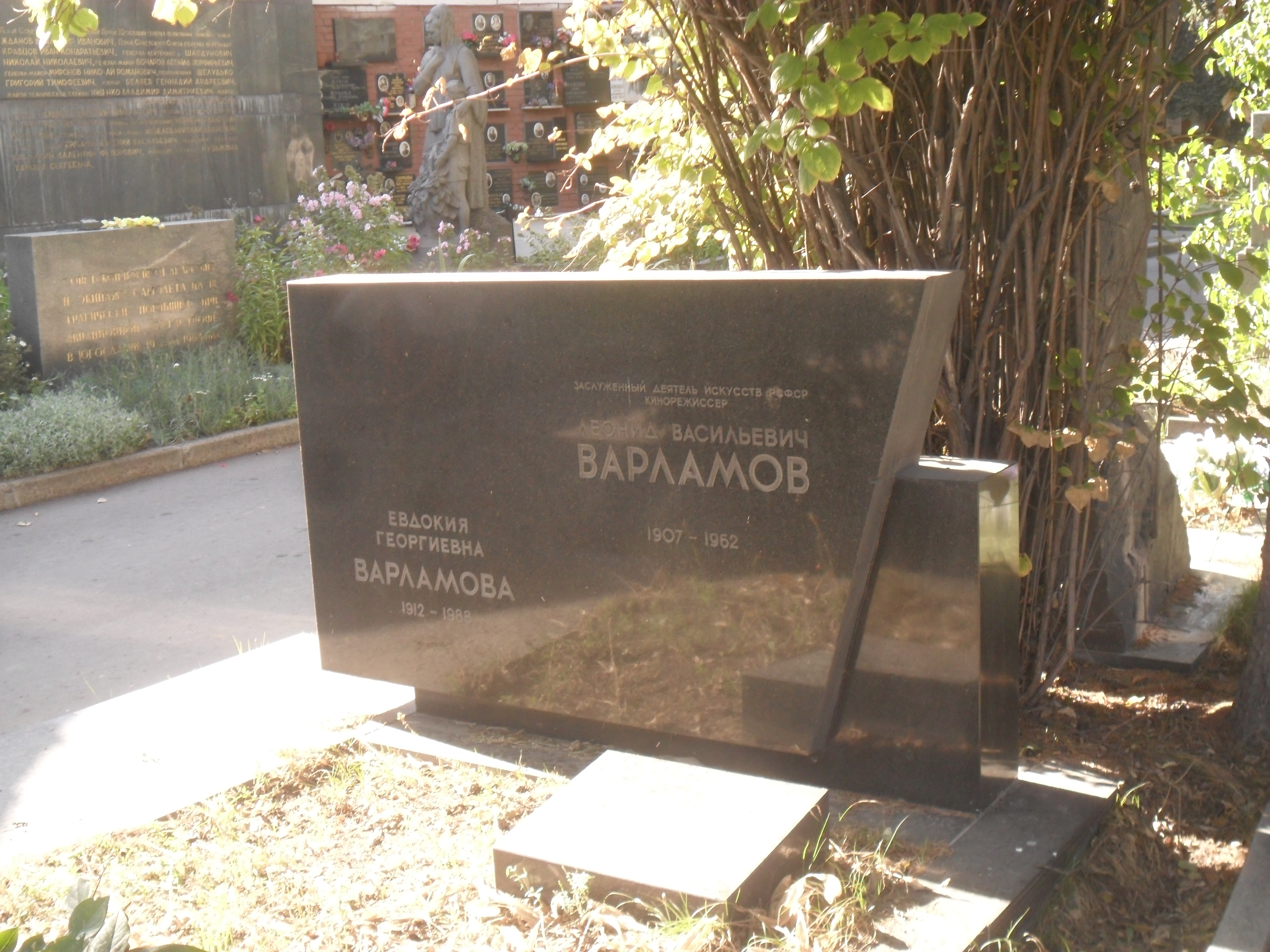
Grób Leonida Warłamowa na Cmentarzu Nowodziewiczym w Moskwie

Leonid Wasiljewicz Warłamow (ros. Леонид Васильевич Варла́мов; ur. 1907, zm. 1962) – radziecki reżyser oraz scenarzysta filmów dokumentalnych. Absolwent WGIK. Zasłużony Działacz Sztuk RFSRR (1950). Pięciokrotny laureat Nagrody Stalinowskiej (1942, 1943, 1947, 1949, 1951). Pochowany na Cmentarzu Nowodziewiczym w Moskwie.

## Wybrana filmografia
- 1943: Stalingrad
- 1944: Zwycięstwo na południu[2]
- 1951: Chiński cyrk[3]